# Římskokatolická farnost Vranov nad Dyjí
Římskokatolická farnost Vranov nad Dyjí je územní společenství římských katolíků s farním kostelem Nanebevzetí Panny Marie ve vranovském děkanství.

## Historie farnosti
Původem patří Vranov mezi nejstarší moravské osady, které vznikaly v podhradí důležitých pohraničních hradů. Hrad Vranov se připomíná již před rokem 1100 v Kosmově kronice. Osada Vranov vznikla patrně kolem roku 1240 při povýšení podhradního osídlení na trhovou ves. Roku 1323 získává osada název Vranov nad Dyjí a v roce 1516 byla povýšena na městečko. Farní kostel je v jádru pozdně románský z poloviny 13. století, přestavěný barokně v roce 1717.

## Duchovní správci
V současné době farnost spravuje FATYM Vranov nad Dyjí. Od 1. července 1996 je farářem R. D. ThLic. Marek Dunda Th.D.
FATYM Vranov nad Dyjí je společenství katolických kněží, jáhnů a jejich dalších spolupracovníků. Působí v brněnské diecézi od roku 1996. Jedná se o společnou správu několika kněží nad větším množstvím farností za spolupráce laiků. Mimo to, že se FATYM stará o svěřené farnosti, snaží se jeho členové podle svých sil vypomáhat v různých oblastech pastorace v Česku.

## Bohoslužby
| Kostel                  | Místo           | Bohoslužba (den)     | Hodina          | Poznámka     |
| ----------------------- | --------------- | -------------------- | --------------- | ------------ |
| Nanebevzetí Panny Marie | Vranov nad Dyjí | neděle čtvrtek pátek | 9.15 17.00 8.00 | farní kostel |

## Aktivity ve farnosti
Dnem vzájemných modliteb farností za bohoslovce a bohoslovců za farnosti brněnské diecéze je 18. prosinec. Adorační den připadá na 1. října.
FATYM vydává čtyřikrát do roka společný farní zpravodaj (velikonoční, prázdninový, dušičkový a vánoční) pro farnosti Vranov nad Dyjí, Přímětice, Bítov, Olbramkostel, Starý Petřín, Štítary na Moravě, Chvalatice, Stálky, Lančov, Horní Břečkov, Prosiměřice, Vratěnín, Citonice, Šafov, Korolupy, Těšetice, Lubnice, Lukov, Práče a Vratěnín.
Ve farnosti se koná tříkrálová sbírka, v roce 2015 se při ní vybralo ve Vranově nad Dyjí 21 708 korun, v Podmyčích 2 350 korun a v Onšově 1 764 korun. V roce 2017 činil její výtěžek ve Vranově nad Dyjí 21 858 korun. O dva roky později se vybralo ve Vranově 19 809 korun.